# Огюстен Робеспиер
Огюстен Бон Жозеф дьо Робеспиер (на френски: Augustin Bon Joseph de Robespierre, 21 януари 1763 – 28 юли 1794) е деец от Френската революция, по-малък брат на Максимилиан Робеспиер.

## Биография
Огюстен е роден в Арас в семейството на адвоката Максимилиан-Франсоа Робеспиер и Жаклин Каро. Родителите Робеспиер умират рано и Огюстен е отгледан от леля си. В навечерието на Революцията Огюстен е прокуроро-синдик в Арас. През 1791 г. е назначен за администратор на департамент Па дьо Кале. През 1792 г. е избран за депутат в Конвента, където се присъединява към монтанярите и Якобинския клуб на брат си Максимилиан. През 1794 г., след като прочита един памфлет на Наполеон Бонапарт, Огюстен използва влиянието си, за да даде тласък на кариерата му.
След преврата срещу Максимилиан Робеспиер и якобинците от 9 термидор (27 юли 1794) новият режим на термидорианците започва масово преследване на всички, свързани с режима на якобинците. Огюстен става една от петте най-известни жертви на 9 термидор. Прави неуспешен опит да избяга, скачайки от един прозорец на Отел дьо Вил, но счупва краката си, след което е заловен и гилотиниран в същия ден, в който е обезглавен и брат му Максимилиан.